# Sonny Stitt
Edward Stitt, detto Sonny (Boston, 2 febbraio 1924 – 22 luglio 1982), è stato un sassofonista statunitense (contralto e tenore) di musica jazz.
Forse uno degli artisti più legati allo stile bebop di cui fu uno degli aderenti della prima ora, e anche uno tra i più prolifici, incidendo più di 100 album nel corso della sua carriera, collaborando con gran parte dei protagonisti del jazz moderno. Il critico Dan Morgenstern lo aveva soprannominato "Lupo Solitario" per il suo essere continuamente in tour e per la sua devozione al jazz.

## Biografia
Stitt è nato a Boston, Massachusetts, ed è cresciuto a Saginaw, Michigan. In famiglia il padre insegnava musica, suo fratello era un pianista classico, e sua madre un'insegnante di pianoforte. Le sue prime registrazioni furono dal 1945 con la prima orchestra be-bop, quella del cantante Billy Eckstine, il cui direttore musicale era Dizzy Gillespie. Sempre agli inizi di carriera suonò con Stan Getz, allora un illustre sconosciuto. Ha avuto esperienze suonando quindi in alcune swing band, pensando che avrebbe suonato principalmente in band bebop. Stitt fece parte della Tiny Bradshaw's Big Band a partire dai primi anni Quaranta.